# Nemuritorul: The Search for Vengeance
Nemuritorul: The Search for Vengeance (Highlander: The Search for Vengeance) este un film fantastic anime din 2007 regizat de Yoshiaki Kawajiri și scris de David Abramowitz, care a mai scris scenariile pentru Highlander: The Series, Highlander: The Raven și Highlander: The Source. 

## Distribuție
| Personaje       | Actori de voce japonezi | Dublaj în engleză |
| --------------- | ----------------------- | ----------------- |
| Colin MacLeod   | Shun Oguri              | Alistair Abell    |
| Marcus Octavius | Koichi Yamadera         | Zachary Samuels   |
| Amergan         | Kosei Tomita            | Scott McNeil      |
| Dahlia          | Romi Park               | Eid Lakis         |
| Kyala           | Megumi Hayashibara      | Janyse Jaud       |
| Doc             | Unsho Ishizuka          | Jim Byrnes        |
| Rudy            | Yusaku Yara             | Jim Byrnes        |
| Moya            | Yurika Hino             | Kathleen Barr     |
| Gregor          | Takaya Hashi            | Scott McNeil      |
| Lab Director    | Takaya Hashi            | Scott McNeil      |
| Joe             | Minami Takayama         | Hank Banks        |